# Моклипс (Вашингтон)
Моклипс (енгл. Moclips) насељено је место без административног статуса у америчкој савезној држави Вашингтон.

## Демографија
По попису из 2010. године број становника је 207, што је 408 (-66,3%) становника мање него 2000. године.
| Група             | 2000.       | 2010.       |
| Белци             | 386 (62,8%) | 126 (60,9%) |
| Афроамериканци    | 1 (0,2%)    | 1 (0,5%)    |
| Азијати           | 5 (0,8%)    | 0 (0,0%)    |
| Хиспаноамериканци | 44 (7,2%)   | 26 (12,6%)  |
| Укупно            | 615         | 207         |